# Джозеф Глідден
Джозеф Глідден (англ. Joseph Farwell Glidden; 18 січня 1813 — 9 жовтня 1906) — американський фермер, винахідник колючого дроту.
24 листопада 1874 запатентував колючий дріт.. Цей винахід дозволив поселенцям на Заході США захистити свої ділянки відповідно до закону про хомстеди. До цього їхня боротьба проти власників стад, які вимагали вільного випасу, нерідко приводила до кривавих сутичок.

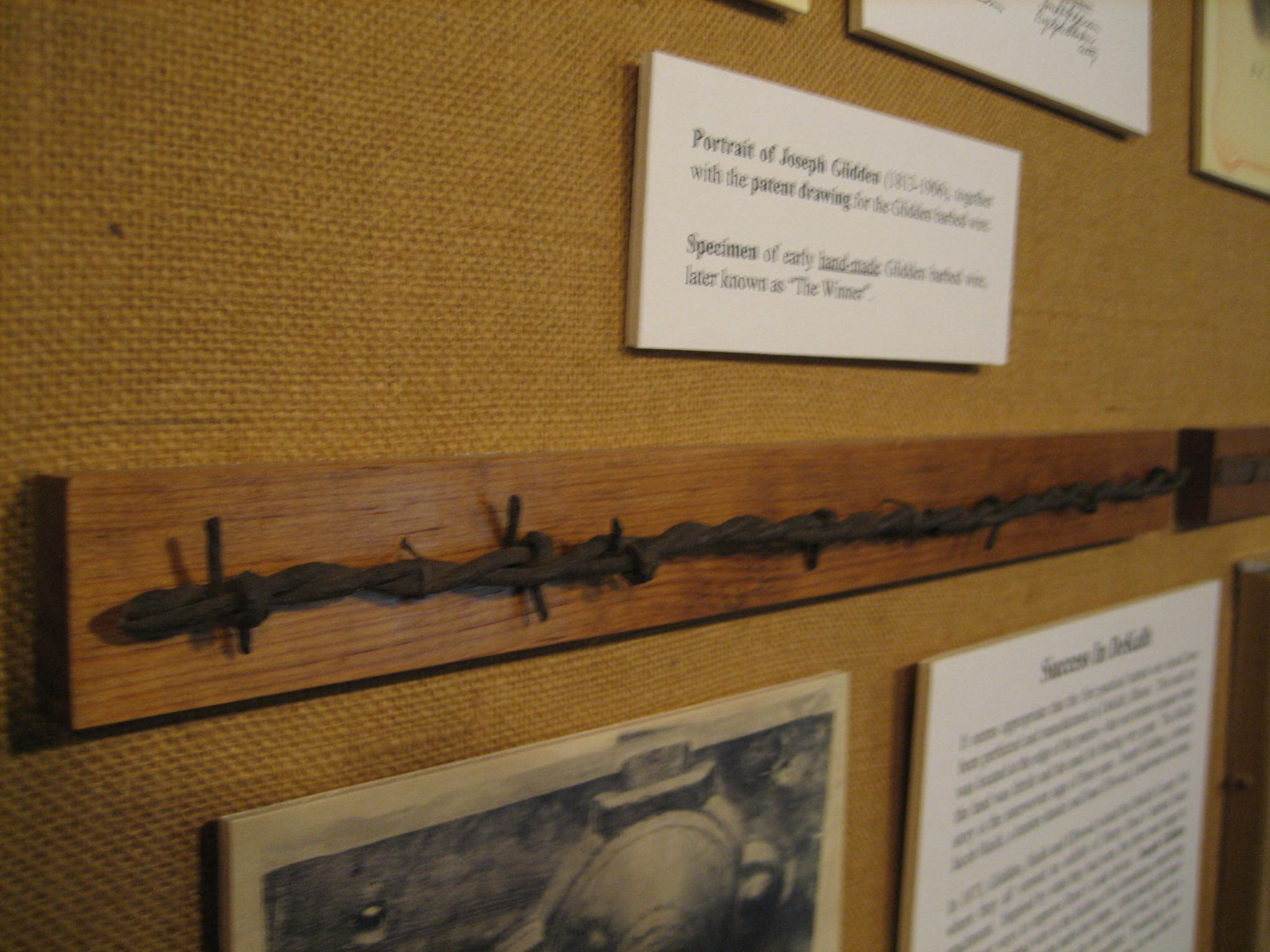
Ранній зразок зробленого вручну колючого дроту в музеї «Barbed Wire History Museum» у ДеКальбі (Іллійнойс, США).